# Abdollah Nuri
Abdollah Nuri (ur. 1949) – irański polityk, dwukrotny minister spraw wewnętrznych Iranu, jeden z liderów obozu reformatorskiego w latach 1997-1999.

## Życiorys
Jest szyickim duchownym. Brał udział w irańskiej rewolucji islamskiej. Cieszył się zaufaniem ajatollaha Ruhollaha Chomejniego, który mianował go m.in. swoim osobistym przedstawicielem przy Korpusie Strażników Rewolucji Islamskiej. Był również wśród doradców kolejnego Najwyższego Przywódcy Iranu - Alego Chameneiego.
Gdy w 1989 prezydentem Iranu został Ali Akbar Haszemi Rafsandżani, Abdollah Nuri z jego rekomendacji został ministrem spraw wewnętrznych Iranu. W latach 90. XX wieku był jednym z czołowych irańskich reformistów skupionych wokół Mohammada Chatamiego, od 1997 do 2001 prezydenta Iranu. Po zwycięstwie Chatamiego objął resort spraw wewnętrznych po raz drugi. Od początku był celem ataków konserwatywnej frakcji w parlamencie i otoczenia Najwyższego Przywódcy Iranu, zwalczającego reformistów. W czerwcu 1998 Nuri został zmuszony do rezygnacji ze stanowiska. W tej sytuacji Chatami mianował go wiceprezydentem. W lutym 1999 Nuri zrezygnował ze stanowiska, by móc wystartować w wyborach samorządowych. Odniósł sukces i został przewodniczącym rady miejskiej w Teheranie. 
Jesienią tego samego roku został aresztowany, by nie mógł wystartować w wyborach parlamentarnych, po których spodziewano się sukcesu reformatorów i objęcia przez Nuriego stanowiska przewodniczącego parlamentu. 
Oskarżono go o publikowanie świętokradczych artykułów na łamach prowadzonej przez siebie gazety "Chordad", wspierającej politykę Chatamiego, wypowiedzi sprzeczne z nauczaniem ajatollaha Chomejniego, publiczne wspieranie dysydenta - ajatollaha Hosejna Alego Montazeriego (którego nazywał swoim wzorem i przewodnikiem duchowym). Proces Abdollaha Nuriego wzbudził ogromne zainteresowanie mediów; oskarżony broniąc się opierał się głównie na cytatach z wypowiedzi Chomejniego. Deklarował wierność wobec republiki islamskiej, twierdząc, że jego działania miały służyć jej przetrwaniu i uchronić kraj przed nową rewolucją. W listopadzie 1999 został uznany za winnego obrazy islamu i kwestionowania władzy Najwyższego Przywódcy. Skazany na pięć lat więzienia, wyszedł na wolność w 2002. Amnesty International uznaje go za więźnia politycznego.